# Miki Miyamura
Miki Miyamura (Japans: 宮村 美紀, Miyamura Miki) (Tokio, 4 november 1985) is een tennisspeelster uit Japan.
Zij begon op dertienjarige leeftijd met tennis. Haar favoriete ondergrond is gravel. Zij speelt rechtshandig en heeft een enkelhandige backhand.
Miyamura is voornamelijk succesvol in het dubbelspel.
In 2003 speelde zij haar eerste ITF-toernooi (enkel- en dubbelspel) in Sutama (Japan).
In 2014 kreeg zij een wildcard voor de Australian Open op het damesdubbelspeltoernooi.

## Posities op deWTA-ranglijst
Positie per einde seizoen:
| jaartal | ranking enkelspel | ranking dubbelspel |
| ------- | ----------------- | ------------------ |
| 2005    | 860               | 928                |
| 2006    | 637               | 675                |
| 2007    | 967               | 903                |
| 2008    | 476               | 317                |
| 2009    | 487               | 297                |
| 2010    | 574               | 331                |
| 2011    | 536               | 313                |
| 2012    | 581               | 174                |
| 2013    | 319               | 114                |
| 2014    | 428               | 170                |

## Prestatietabel grandslamtoernooien
| Legenda | Legenda                          |
| ------- | -------------------------------- |
| g.t.    | geen toernooi gehouden           |
| l.c.    | lagere categorie                 |
| –       | niet deelgenomen                 |
| G       | uitgeschakeld in de groepsfase   |
| 1R      | uitgeschakeld in de eerste ronde |
| 2R      | uitgeschakeld in de tweede ronde |
| 3R      | uitgeschakeld in de derde ronde  |
| 4R      | uitgeschakeld in de vierde ronde |
| KF      | uitgeschakeld in de kwartfinale  |
| HF      | uitgeschakeld in de halve finale |
| F       | de finale verloren               |
| W       | het toernooi gewonnen            |
| w-v     | winst/verlies-balans             |

### Vrouwendubbelspel
| Toernooi        | 2014 |
| --------------- | ---- |
| Australian Open | 1R   |
| Roland Garros   | –    |
| Wimbledon       | –    |
| US Open         | –    |